# Amphiesma frenatum
Amphiesma frenatum este o specie de șerpi din genul Amphiesma, familia Colubridae, descrisă de Stephen Troyte Dunn în anul 1923. Conform Catalogue of Life specia Amphiesma frenatum nu are subspecii cunoscute.